# Sydney Emanuel Mudd (1885–1924)
Sydney Emanuel Mudd (ur. 20 czerwca 1885, zm. 11 października 1924 w Baltimore, Maryland) – amerykański polityk związany z Partią Republikańską. Od 1915 roku aż do śmierci w 1924 roku był przedstawicielem piątego okręgu wyborczego w stanie Maryland w Izbie Reprezentantów Stanów Zjednoczonych.
Jego ojciec, również Sydney Emanuel Mudd, także był przedstawicielem stanu Maryland w Izbie Reprezentantów Stanów Zjednoczonych.
- Biografia w Biographical Directory of the United States Congress (ang.)